# Петрово (Кіровський район)
Петро́во (рос. Петрово) — село в Кіровському районі Ленінградської області, Росія.